# Monte Salak
O monte Salak (em indonésio e sundanês: Gunung Salak) ou monte Satak é um estratovulcão erodido ativo situado na parte ocidental da ilha indonésia de Java, 15 km em linha reta a sudoeste da cidade de Bogor, com 2 211 metros de altitude e 1 678 m de proeminência topográfica. Pertence às regências de Bogor e de Sukabumi da província de Java Ocidental. Juntamente com o vizinho monte Halimun, integra o Parque Nacional de Gunung Halimun Salak.
Segundo as crenças populares, o nome Salak deriva do fruto tropical homónimo com pele escamosa da planta Salacca zalacca. No entanto, na tradição sundanesa, o nome deriva do sânscrito Salaka, que significa "prata", pelo que Gunung Salak pode ser traduzido como "Monte Prata".[carece de fontes?]

## Descrição e história
O vulcão tem a forma de uma montanha cónica com encostas erodidas, com dois vales profundos que vão desde o cume mais alto, situado no lado sul, até às partes sudoeste e norte-nordeste do sopé. Tem vários cones secundários na encosta sudeste e no sopé norte, além de duas crateras no cume.
As suas erupções são essencialmente freáticas, de pouca potência e ocorrem nas crateras de Kawah Ratu e de Kawah Cikaluwung Putri. A atividade atual ocorre numa  solfatara (fumarola de enxofre situada a 1 400 m de altitude na encosta ocidental. O calor do solo é usado por uma central geotérmica. São conhecidas historicamente seis erupções do Salak, a primeira em 1699 e a última em janeiro de 1938.
A montanha foi chamada "cemitério de aviões" em 2012, na sequência do despenhamento de um Sukhoi Superjet 100 no vulcão durante um voo de demonstração em 9 de maio de 2012, provocando 45 mortos. Entre 2002 e 2012 ocorreram sete acidentes aéreos na área do monte Salak. Em outubro de 2002, uma pequena aeronave despenhou-se, provocando um morto. Em outubro de 2003, outro acidente provocou sete mortos; em abril de 2004, morreram duas pessoas e em junho de 2004 morreram cinco pessoas. Em 2008, a queda de um avião militar indonésio provocou 18 vítimas mortais. Em 2012, pouco antes da queda do Sukhoi Superjet 100, morreram três pessoas na queda de uma avião de treino.